# Jeśli serce masz bijące
Jeśli serce masz bijące – polski film fabularny z 1980 roku w reżyserii Wojciecha Fiwka.
Inspiracją tego obrazu filmowego była popularna wśród młodzieży powieść Edmondo de Amicisa Serce.

## Treść
Akcja filmu rozgrywa się w roku 1893 pod austriackim zaborem w Galicji i przedstawia losy 10-letniego Henryka, którego ojciec przywozi do szkoły w Krakowie. Chłopiec mieszka na stancji u zubożałej baronowej, której powierzono nad nim opiekę. Kanwę filmu stanowi patriotyczna i obywatelska edukacja Henia Adamskiego oraz jego spontaniczna przyjaźń ze służącą na stancji Stasią, dziewczynką pochodzącą z biednej rodziny. Dla uczniów klasy szkolnej uosobieniem zaborcy i bezpośrednim wrogiem staje się germanizujący i surowo ich traktujący profesor Hampel, którego postępowanie  z wolna rodzi ich sprzeciw.

## Obsada
- Adam Probosz – Henio Adamski
- Magdalena Scholl – Stasia, posługująca na stancji
- Zofia Rysiówna – baronowa Leokadia von Goltz, właścicielka stancji
- Alfred Struwe – Hampel, nauczyciel języka niemieckiego
- Stanisław Niwiński – wychowawca Perczyński, nauczyciel polskiego
- Władysław Kowalski – Antoni Adamski, ojciec Henia
- Henryk Machalica – dyrektor szkoły
- Zdzisław Szymański – Nowak, szkolny pedel (woźny)
- Witold Pyrkosz – Wacław Prchlik, lokator stancji baronowej
- Jarosław Antonik – Kazio Kropacz, kolega szkolny Henia
- Robert Duszyński ― uczeń Bronek Precela
- Tomasz Zaliwski – kowal Karol Precela, ojciec Bronka
- Bolesław Smela – dziadek Pacuła
- Eugeniusz Wałaszek – pomocnik kowala Preceli
- Irena Burawska – Woźniakowa, właścicielka magla
- Robert Nawrocki – uczeń Olek Gajda
- Grzegorz Dębkowski – uczeń Gawroński
- Paweł Wiśniewski – uczeń Zielak
- Michał Zabost – uczeń Domagała

## Nagrody
- 1981 – „Srebrne koziołki” (Ogólnopolski Festiwal Filmów dla Dzieci i Młodzieży)
- 1981 – „Marcinek” (Ogólnopolski Festiwal Filmów dla Dzieci i Młodzieży (dziecięce jury)